# Bordighera
Bordighera är en ort och kommun i provinsen Imperia i regionen Ligurien i nordvästra Italien. Kommunen hade 10 428 invånare (2018) och gränsar till kommunerna Ospedaletti, Seborga, Vallebona och Vallecrosia.
Denna stad är den enda i hela Italien som har en hel och bevarad ringmur (stadsmur) runt den gamla stadskärnan. Andra städer i landet har bara rester av en ringmur att visa upp. Till Monaco tar det endast 20 min med bil och kostar 3 Euro i motorvägsavgift.